# Sergio Valdés
Sergio Valdés Silva (Santiago, 1935. június 22. – 2019. április 2.) chilei válogatott labdarúgó.
A chilei válogatott tagjaként részt vett az 1962-es világbajnokságon.

## Sikerei, díjai
Chile
- Világbajnoki bronzérmes (1): 1962